# Rabbit Don't Come Easy
Rabbit Don't Come Easy är det tyska power metal-bandet Helloweens tionde studioalbum, utgivet i maj 2003 på Nuclear Blast Records, och i Japan på Victor.
Då gitarristen Roland Grapow fått sparken efter The Dark Ride tog bandet in Sascha Gerstner som ersättare. Den brittiske trummisen Mark Cross ersatte Uli Kusch, men han blev sjuk efter bara ett par låtar under inspelningarna. Lösningen blev att temporärt ta in den svenske trummisen Mikkey Dee (Motörhead). Han spelar på alla spår på albumet utom två.
Den tyske trummisen Stefan Schwarzmann (Accept, Running Wild, U.D.O.) ersatte Cross som officell bandmedlem, men han spelar endast på ett par b-sidor till albumet.
"Just a Little Sign" släpptes som singel med tillhörande musikvideo.

## Låtlista
1. "Just a Little Sign" – 4:26
2. "Open Your Life" – 4:30
3. "The Tune" – 5:37
4. "Never Be a Star" – 4:12
5. "Liar" – 4:56
6. "Sun 4 the World" – 3:58
7. "Don't Stop Being Crazy" – 4:21
8. "Do You Feel Good" – 4:24
9. "Hell Was Made in Heaven" – 5:34
10. "Back Against the Wall" – 5:46
11. "Listen to the Flies" – 4:54
12. "Nothing to Say" – 8:35

Bonusspår på den digipakutgåvan
1. "Far Away" – 4:18

Bonusspår på den japanska utgåvan
1. "Fast as a Shark" (Accept-cover) – 3:38

## Medverkande
Musiker
- Andi Deris – sång
- Michael Weikath – gitarr
- Sascha Gerstner – gitarr
- Markus Grosskopf – basgitarr

Bidragande musiker
- Jörn Ellerbrock – keyboard
- Mikkey Dee – trummor
- Mark Cross – trummor (Låt 7 och 11)
- Rolf Köhler – bakgrundssång
- Olaf Senkbeil – bakgrundssång

Produktion
- Charlie Bauerfeind – producent, mixning
- Rainer Laws – albumkonst
- Roger Mendez – foto